# African Lakes Corporation
La Compañía Lagos de África (African Lagos Corporation) fue una fundación instalada en África Oriental, que desde 1878 tuvo estaciones comerciales construidas en Nyasalandia (ahora Malaui) y el sur del país.
La African Lagos Corporation estaba tratando de negociar la parte baja del Zambezi, el Shire y el Nyasa para tomar completamente el control y la comercialización del aprovechamiento del Lago Tanganika. Estas instalaciones fueron construidas desde el extremo sur del lago Tanganika en el extremo norte de las Njassasees en un camino, el llamado camino Stephenson.
Como el Reino Unido en 1888 tenía en su esfera de interés en Bechuanalandia y en Matabeleland, extendió su esfera de influencia a la costa sur del Zambezi, en 1889 constituyó la Compañía Británica de Sudáfrica. Esta se hizo cargo en 1892 de todas las estaciones y del comercio de la empresa African Lagos Corporation.
- Datos: Q386577